# Галайко, Владимир Петрович
Галайко Владимир Петрович (2 октября 1935, Архангельск — 12 сентября 2001, Харьков) — физик — теоретик, доктор физико-математических наук, профессор, главный научный сотрудник Физико-технического института низких температур имени Б. И. Веркина НАН Украины, лауреат Государственной премии Украины в области науки и техники.
Владимир Петрович Галайко родился 2 октября 1935 г. в Архангельске. Его родители были репрессированы. В 1958 году окончил кафедру теоретической физики физико-математического факультета Харьковского государственного университета. Учился в аспирантуре университета, научный руководитель И. М. Лифшиц. После окончания аспирантуры в 1961 г. преподавал на кафедре статистической физики и термодинамики университета. В 1964 году он был командирован в Иллинойский университет (Urbana, USA) к профессору, дважды лауреату Нобелевской премии Джону Бардину на годичную стажировку. В 1968 году В. П. Галайко перешел на работу в Физико-технический институт низких температур АН УССР. Последняя должность в институте — главный научный сотрудник в теоретическом отделе ФТИНТ, руководителем которого был в то время А. М. Косевич. Докторскую диссертацию защитил в 1975 году г. В 2000 году стал лауреатом Государственной премии Украины в области науки и техники. Умер В. П. Галайко 12 сентября 2001 р. в Харькове.

## Научная деятельность
Научные труды В. П. Галайко стали классическими и стимулировали теоретические и экспериментальные исследования в одной из важных областей физики — сверхпроводимости. Он внес значительный вклад в теорию сверхпроводимости. Используя метод С. В. Пелетминского, Галайко первым получил кинетические уравнения для сверхпроводников и применил их для описания неравновесных свойств в сверхпроводниках второго рода. В работах В. П. Галайко впервые были высказаны общие теоретические соображения о природе резистивного состояния узких сверхпроводящих каналов. С помощью кинетических уравнений им была исследована структура токового состояния, представляющая собой микроскопическое фазовое расслоение с чередованием сверхпроводящих и квазинормальных областей.

## Избранные публикации
1. Гальваномагнитные эффекты в нормальном состоянии ВТСП металлооксидов в модели двухзонного сверхпроводника с узкой зоной (уровнем) вблизи границы Ферми / В. П. Галайко, Е. Н. Братусь // Физика низких температур. — 2002. — Т. 28, № 5. — С. 460—468. — Библиогр.: 10 назв. — рус. http://dspace.nbuv.gov.ua/handle/123456789/130180
2. E.V. Bezuglyi, V.P. Galaiko, V.S. Shumeiko: Helical electromagnetic solitons in metals. Physical Review B 1990; 42 (6) P.3729. https://doi.org/10.1103/PhysRevB.42.3729
3. V.P. Galaiko, A.Yu. Azovskii, E.V. Bezuglyi, E.N. Bratus', V.S. Shumeiko: Theory of dirty 2-band high-Tc superconductor. Low Temperature Physics 1990; 16 (5), P.569.
4. V.P. Galaiko, E.V. Bezuglyi, V.S. Shumeiko: Thermodynamic properties of 2-band superconductors with a narrow band close to Fermi level. Low Temperature Physics 1987; 13 (12) P.1301.
5. A.Yu. Azovskii, E.V. Bezuglyi, V.P. Galaiko: Nonlinear absorption of electromagnetic waves in superconducting alloys at low temperatures. Low Temperature Physics 1984; 10 (7) P.818.
6. E.V. Bezuglyi, E.N. Bratus, V.P. Galaiko: Voltage jumps in the current-voltage characteristics of superconductive channels. Low Temperature Physics 1977; 3 (8) P.491.
7. E.V. Bezuglyi, E.N. Bratus, V.P. Galaiko: Dielectric Response Functions in the Problem of Longitudinal Collective Mode Excitation in Superconductors. Journal of Low Temperature Physics 1982; 47(5/6) P.511.https://doi.org/10.1007/BF00683991
8. V.P. Galaiko, E.V. Bezuglyi, E. Puppe: Towards Kinetic Theory of Intermediate State of Superconductors. The Physics of Metals and Metallography 1974; 37 (3) P.479.
9. V.P. Galaiko, E.V. Bezuglyi: Magnetic quantization and absorption of ultrasound in superconductors in the intermediate state. Journal of Experimental and Theoretical Physics 1971; 33(4) P.796.
10. V.P. Galaiko, «Kinetic equations for relaxation process in superconducting alloys», Theoret. and Math. Phys., 23 (1) (1975), P.388. https://doi.org/10.1007/BF01038223
11. V. P. Galaiko, «Relaxation of electrons on impurities in superconductors», Theoret. and Math. Phys., 22(3) (1975), P.264-274.
12. В. П. Галайко, Л. Э. Паргаманик, «О корреляционных функциях для системы одинаковых заряженных частиц», Докл. АН СССР, 123 (6) (1958), C.999-1002.

## Награды
Лауреат Государственной премии Украины в области науки и техники (2000).